# El año de la garrapata
El año de la garrapata és una pel·lícula espanyola dirigida per Jorge Coira el 2004, i protagonitzada per Víctor Clavijo, Javier Veiga, Félix Gómez, María Vázquez, Verónica Sánchez i Camila Bossa. Fou estrenada en gallec com a O ano da carracha.

## Sinopsi
"Buscar feina, buscar un pis, casar-me, abonar-me al Plus, tenir fills, criar panxa, perdre el pèl i palmar. Ostres! No dic que estigui malament, però jo tinc altres plans". Són paraules de Fran (Félix Gómez), un jove que acaba d'acabar la carrera i vol allargar el més possible la possibilitat de viure dels seus pares. Es veu abocat a entrar en el mercat laboral, però s'hi resisteix. Fran passa el major temps possible amb la seva xicota Ana (Verónica Sánchez), una noia tranquil·la que li dona total llibertat. Ella està en el seu últim any de doctorat i, malgrat que no ho vol reconèixer, té una visió més tradicional de la vida. Fran té dos amics amb els quals l'uneix les ganes de passar-s'ho bé, d'una banda el dimoniet Morgan (Javier Veiga), una mica més gran que ell i un autèntic tronera, i l'angelet Lito (Víctor Clavijo), que li aconsella que abans de balafiar per aquí, cal tenir el futur resolt. Però a Fran semblen convèncer-ho més les teories i els consells de Morgan, que té un pla per a continuar gaudint de la vida: convertir-se en una perfecta paparra, en un paràsit social.

## Repartiment
- Félix Gómez com a Fran
- Javier Veiga com a Morgan
- Verónica Sánchez com a Ana
- María Vázquez com a Patricia
- Víctor Clavijo com a Lito
- Camila Bossa com a Rosa
- Mela Casal com a mare de Fran
- Celso Parada com a pare de Fran
- Josefina Gómez com a àvia de Fran
- Rosa Álvarez com a amiga de Morgan
- Elina Luaces com a Mare de Morgan
- Manuel Millán Vázquez com a home 1
- Mariana Carballal com a Muller 1
- Ernesto Ferro com a home 2
- Marta Pazos com a Laura
- Xosé Manuel Olveira "Pico" com a Director
- Luis Zahera com a encarregat de motivació
- Xulio Abonjo
- César Goldi
- Alberto Mourelos
- Avelina Vázquez

## Premis
- 3a edició dels Premis Mestre Mateo[3]
  - Millor film
  - Millor direcció (Jorge Coira)
  - Millor interpretació masculina protagonista (Javier Veiga)
  - Millor interpretació femenina secundaria (Camila Bossa)
  - Millor interpretació masculina secundària (Luis Zahera)
  - Millor direcció de producció (Xabier Eirís)
  - Millor muntatge (Guillermo Represa)